# هومننه
هومننه (به اوکراینی: Гуменне) یک سکونتگاه مسکونی با جمعیت ۳۴٬۹۱۶ نفر که در Humenné District، اسلواکی واقع شده‌است.